# Limonia niveipes
Limonia niveipes är en tvåvingeart som först beskrevs av Enrico Adelelmo Brunetti 1912.  Limonia niveipes ingår i släktet Limonia och familjen småharkrankar. Inga underarter finns listade i Catalogue of Life.